# 美国黑人手语
美国黑人手语（英語：Black American Sign Language，缩写作 ）又名黑人手语分支（Black Sign Variation，缩写作 ），是美国手语方言，在美国的非裔聋哑人群体中最为常见。作为美国手语的分支，黑人手语很大程度上受到历史上美国南部黑白分校的影响。与当时的其它学校一样，聋哑人学校也按种族将学生隔离开来，导致使用手语的聋哑人也分成白人学校中的聋哑白人和黑人学校中的聋哑黑人两种。虽然学校中的种族隔离制度自1954年开始就不再合法，但时至今日，黑人手语仍在美国南部通行。
从语言学角度来说，黑人手语同美国手语其他分支的音位、语法和辞汇都有区别。与其他手语方言相比，黑人手语往往会有更大的手语空间，即部分手语的形体动作需要在距离躯体更远的位置做出。人们在使用黑人手语交流时通常倾向于使用双手，相比之下，美国手语更多是用单手。黑人手语表示某些意思时采用的辞汇也与美国手语不同，其中部分是借鉴非裔美国人英语。

## 历史
19世纪及20世纪上半叶，美国适龄学子需按种族隔离入学，聋哑人在这点上同听力正常的学子一样采用黑白分校。1817年4月15日，美国第一所聋哑人学校美国聋人学校在康涅狄格州哈特福德县成立，但该校直到130多年后才从1952年开始接收前来求学的黑人学生。所有旨在向聋哑人提供教育的院校中，只有极少数愿意接受有色人种学生。面对黑人聋哑学童读书难的问题，普拉特·斯金纳（Platt Skinner）于1856年在纽约州尼亚加拉瀑布城创立专门面向有色人种聋哑人和盲人的斯金纳学校。斯金纳称，作为美国第一所面向有色视听残疾学童的学校，他们“只接收并教导所有在其它任何院校会因肤色而遭拒或受到歧视的学子。”1860年，斯金纳学校迁至新泽西州首府特伦顿。1866年该校停办后，美国北部各州多年间都没有建立可供非裔聋哑人求学的院校。即便是在这些州已经禁止种族隔离的1900年，仍有部分学校继续按种族接收学生。
美国聋人学校成立并取得成功后，美国各地面向聋哑人的院校如雨后春笋般诞生。由于学校大多采取黑白分校制度，并以南部最为普遍，许多南方州于是专门为非裔聋哑人建立学校或院系，与白人从种族上分隔开来。1857年，美国首都哥伦比亚特区建立专门面向非裔聋哑人的学校，开梅森-迪克森线以南之先河，该校于1958年结束种族隔离。1938年，路易斯安那州建立非裔聋哑人院校，是最后一个建立此类院校的南方州。在这样的背景下，非裔聋哑儿童的社会语言环境同聋哑白人隔离，不同的语言社会化环境也就为新方言的诞生提供可能。由于白人学生获得的教育品质要优于黑人学生，当时最受推荐的口语教学法并未严格落实到非裔聋哑学童身上。口语教学法通常禁止使用手语，所以同白人相比，黑人聋哑学生使用美国手语的机会更多。1954年，美国联邦最高法院对布朗诉托皮卡教育局案作出裁决，宣布学校中的种族隔离制度违宪，但美国各地并没有很快实现种族融合，聋哑人学校也不例外，黑白分校直到1978年才完全成为历史，距最高法院作出判决已经过了24年。
学校开始种族融合后，教师和学生都发现黑人学生和白人学生在手语表达上存在不同。据高立德大学美国手语和聋人研究教授卡罗琳·麦卡斯基尔（Carolyn McCaskill）回忆，黑白分校结束后，她在理解白人校长和老师的手语方言上存在困难：“上学时，我不懂老师在比划什么，她也不明白我在比划什么，因为我们用的手语不一样。”卡尔·柯南伯格（Carl Croneberg）在为1965年版《美国手语词典》（Dictionary of American Sign Language）撰写附录时提及美国白人手语和黑人手语的不同，成为首位公开探讨两种方言间差异的研究人员，此后他也一直投身在美国黑人手语的研究工作中。
与聋哑人教育和手语研究一样，美国手语也在不断发展。随着《美国手语字典》的出版，越来越多的人开始认同美国手语属于合法语言。随着接受度的大幅提升，美国手语作为语言也就自然而然地走上标准化发展道路，并以高立德大学采用的手语为基础发展出最权威、最具影响的标准方言。但经过标准化后，美国手语仍然存在同口头语类似的地区性方言。方言同标准化的语言存在差异，其中由社会边缘群体使用的方言经常遭受污名化对待。作为未标准化的方言，黑人手语也受到歧视，被视为同标准化美国手语相比更为低等的语言。虽然黑人手语同其它美国手语方言在相互理解上并没有明显困难，但受其污名影响，许多会说黑人手语的人在面对不同族裔群体时往往会改用另一种更受重视的方言。
| 州份               | 建立白人学校 | 建立黑人学校或院系 | 结束种族分校 |
| ------------------ | ------------ | ------------------ | ------------ |
| 华盛顿哥伦比亚特区 | 1857         | 1857（院系）       | 1958         |
| 北卡罗莱纳州       | 1845         | 1868–1869          | 1967         |
| 马里兰州           | 1868         | 1872               | 1956         |
| 乔治亚州           | 1846         | 1882               | 1965         |
| 田纳西州           | 1845         | 1881（院系）       | 1965         |
| 密西西比州         | 1854         | 1882（院系）       | 1965         |
| 南卡罗莱纳州       | 1849         | 1883（院系）       | 1966         |
| 肯塔基州           | 1823         | 1884（院系）       | 1954–1960    |
| 佛罗里达州         | 1885         | 1885               | 1965         |
| 德克萨斯州         | 1857         | 1887               | 1965         |
| 阿肯色州           | 1850/1867    | 1867               | 1967         |
| 阿拉巴马州         | 1858         | 1868               | 1968         |
| 密苏里州           | 1861         | 1888（院系）       | 1954         |
| 弗吉尼亚州         | 1839         | 1909               | 1965         |
| 俄克拉何马州       | 1898         | 1909（院系）       | 1962         |
| 堪萨斯州           | 1861         | 1888（院系）       | 1954         |
| 路易斯安那州       | 1852         | 1938               | 1978         |
| 西弗吉尼亚州       | 1870         | 1926               | 1956         |

## 音位

上方的灰色框是表达美国手语时肢体的大致活动范围。相比之下，表达黑人手语的肢体活动范围往往会在灰色框以外。

美国南部许多会说手语的人都知道一些有关黑人和白人手语差异的轶事。这些差异很大程度上是因为美国黑人手语的音位不同。根据许多手语使用者的说法，表达黑人手语时，肢体的活动范围更大，并且会更頻繁地使用双手。对黑人和白人手语差异的轶事进行查证后，研究人员也认定这些差异同音位密切相关。
与通过手语交流的白人相比，黑人表达时的肢体活动范围通常更大，更多是在白人交流时的肢体活动范围外，而且采用双手的情况更多。通常来说，副词需要大幅动作表达的可能性最大。相比之下，指代性的辞汇，如代词、限定词、动词和名词的表达动作幅度大多不会超出美国手语的大致肢体活动范围。研究发现，黑人手语更多采用双手动作表达主要是因为这些辞汇产生过程中的系统性约束。有些辞汇既能用单手表达，也能用双手表达，在这种情况下，黑人手语倾向使用其后一个辞汇相同的惯用手：如果后面的词需用双手表示，那么前面这个词就也会用双手，如果后面的词只用单手表达，则前面的词也是单手。不过，即便辞汇环境需要的单手词偏多，采用单手表达的情形也不会超过一半。
利用黑人手语交流时，人们往往还倾向于在表达需将手放在额头两边的辞汇时放低手的位置，这样手就很容易接触到脸颊。例如美国手语表达“知道”（know）一词是将手指平放在鬓角位置，但黑人手语就会把手指位置放低到接触脸颊。早期研究结果表明，人们在通过美国黑人手语交流时，手的位置偏低的比率约为53%，其中又以语法类辞汇的在这方面的制约最为明显。手的位置往往还同前面的辞汇有关，如果前面的辞汇需要手在身体前方表示，那么其后的辞汇往往是用位置降低的手语表示，如果前面的词是在头部表达，那么后面的词通常不需要放低手的位置。

## 语法
与美国手语不同，黑人手语可以频繁使用重复的语法。麦卡斯基尔对26名研究对象（白人和黑人各13人）取样后发现，黑人用手语交流时有57次语法重复，白人则只有19次，并且这19次中有18次是由同1人作出。麦卡斯基尔认为，黑人手语中采用重复语法并不是为了澄清语义，而是出于实用角度考量。
2004年，梅兰妮·梅茨格（Melanie Metzger）和苏珊·马瑟（Susan Mather）经研究发现，黑人男性在通过手语表达时采用构建性语境和语句的频率高于白人，并且既有可能使用构建性语句来达成这种语境，也可以不使用，但绝对不会在无意达成构建性语境的情况下使用构建性语句。不过，此后麦卡斯基尔开展同类研究时并没有发现这种情况，只发现黑人使用构建性语句的频率比白人要高。

## 辞汇变化
《美国手语字典》是第一部指出黑人手语同其它美国手语方言存在辞汇变化的出版著作。之后对34类辞汇的研究结果表明，黑人有28种白人不认识的手语。年纪较长的手语使用者使用辞汇变种的可能高于年轻人，这些辞汇大部分源于向非裔聋哑人提供教育的种族隔离学校，词义主要源自日常生活。年轻人在使用黑人手语交流时使用这些变种词的可能较小，但他们都知道长者会使用这些辞汇。

### 借鉴非裔美国人英语的部分

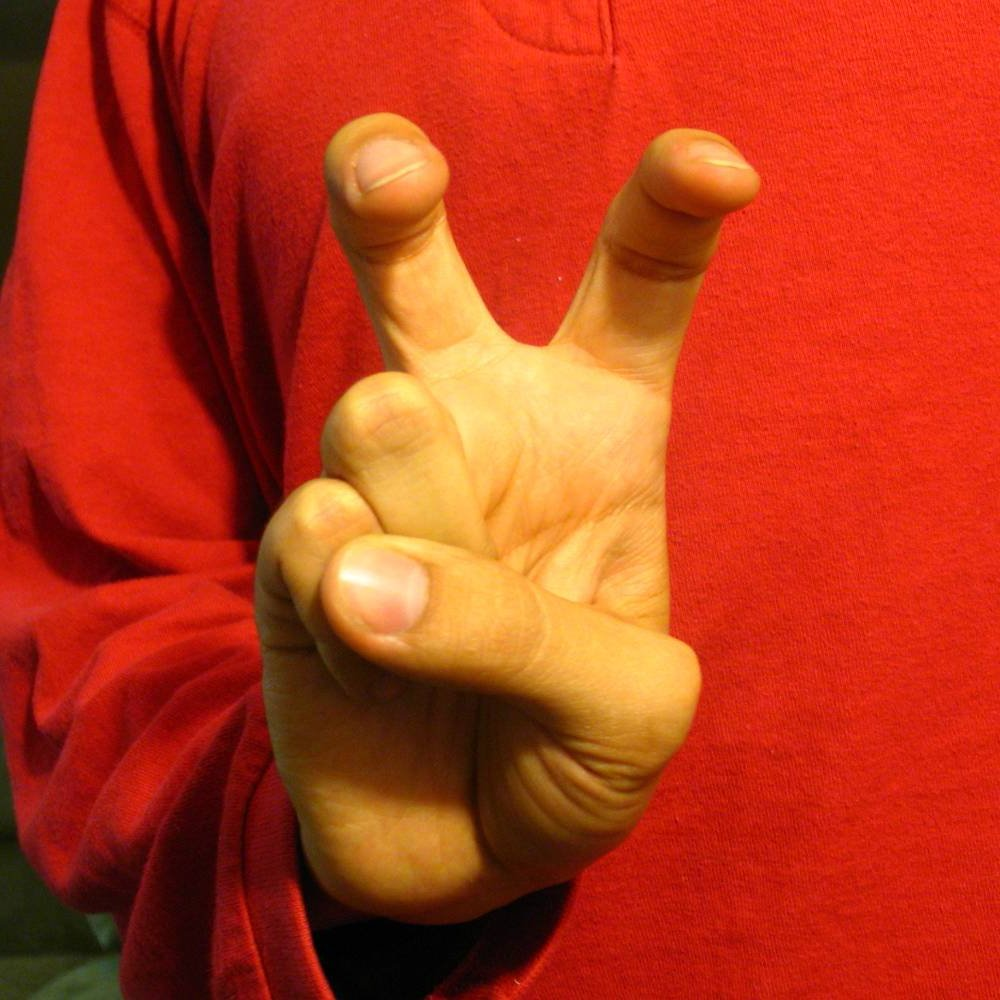
以手语表示“别吵了”

考虑到美国黑人手语和非裔美国人英语都是非裔美国人族群使用的方言，因此研究人员已经开始对两者之间的类似之处展开研究。1998年，约翰·刘易斯（John Lewis）就曾对非裔美国人英语影响黑人手语的各个方面进行考察，据他所说，黑人在通过手语描述某事时，他的头部会以一定的韵律左右摇摆，而手语表达的节奏和姿态也同这种摇摆的节律相契合。刘易斯认为，这种类似歌曲的风格就是源自非裔美国人英语。不过，麦卡斯基尔并不认同这种看法，她认为刘易斯得出这一结论的原因是因为其采样主要是演讲数据，而她的采样则是自然交流或是回答他人的数据。35岁以下的黑人手语使用者使用外来辞汇的情况更多，估计这是因为受到大众媒体快速发展的影响。与长者相比，年轻人通过电影、电视和互联网接触非裔美国人英语的机会更多。
研究人员曾向非裔聋哑人询问他们认为自己使用的手语以哪种特点最为突出，回答大多是一些源自非裔美国人英语的习惯用语。有些属于直译，如（大意为“我懂的”）和（大意为“别闹了”），这些辞的表达方式虽然没有变化，但其意义却同字面有显著区别。其它类似的外来辞汇包括（意为“别吵了”），用弯曲的字手势表达，因为弯曲的有争吵之意，如果把手势上移到头部，则表达新的含义：（意为“别乱想了”）。

### 引用
1. ↑  Hammarström, Harald; Forkel, Robert; Haspelmath, Martin; Bank, Sebastian (编). . . Jena: Max Planck Institute for the Science of Human History. 2016.
2. ↑  Ethnologue 2015, American Sign Language （页面存档备份，存于）
3. ↑  McCaskill, et al. 2011, p. 8
4. ↑  McCaskill, et al. 2011, pp. 16–17
5. ↑  Skinner 1859
6. 1 2  McCaskill, et al. 2011, p.17
7. ↑  Niagara Falls Underground Railroad Heritage Area, n.d.
8. ↑  McCaskill, et al. 2011, pp. 17–18
9. ↑  Douglas 2005, p. 83
10. ↑  McCaskill, et al. 2011, pp. 19–20
11. ↑  Douglas 2005
12. ↑  McCaskill 2014
13. ↑  McCaskill, et al. 2011, p. 11
14. 1 2  Stokoe 1965, pp. 313–19
15. ↑  Hill 2015, pp. 153–155
16. ↑  Walker 1987, p. 31
17. ↑  McCaskill, et al. 2011, p. 64
18. ↑  McCaskill, et al. 2011, p. 72
19. ↑  Lewis, et al. 1995
20. ↑  McCaskill, et al. 2011, p. 20
21. 1 2 3  McCaskill, et al. 2011, pp. 104–105
22. ↑  McCaskill, et al. 2011, p. 75
23. ↑  McCaskill, et al. 2011, p. 86
24. ↑  McCaskill, et al. 2011, p. 101
25. ↑  McCaskill, et al. 2011, pp. 82–86
26. ↑  McCaskill, et al. 2011, pp. 86–87
27. ↑  Lifeprint, n.d. KNOW （页面存档备份，存于）
28. ↑  Lucas, et al. 2002
29. ↑  McCaskill, et al. 2011, pp. 92–97
30. ↑  McCaskill, et al. 2011, p. 116
31. ↑  Metzger and Mathers 2004
32. ↑  McCaskill, et al. 2011, p. 122
33. ↑  Lucas and McCaskill 2014, p. 41
34. ↑  McCaskill, et al. 2011, p. 150
35. ↑  Lewis, et al. 1998
36. ↑  McCaskill, et al. 2011, p. 133
37. ↑  Lucas, et al. 2015
38. 1 2  Solomon 2010, p. 10
39. ↑  Lucas, et al. 2015, Figure 3. p. 165
40. ↑  Lucas, et al. 2015, p. 163